# Sonic the Hedgehog (komiks)
Sonic the Hedgehog – seria amerykańskich komiksów wydawanych przez wydawnictwo Archie Comics, których głównym bohaterem jest niebieski jeż Sonic, szerzej znany z serii gier pod tym samym tytułem. Równolegle z nią wydawana jest seria Sonic Universe, której akcja toczy się równolegle z główną serią, ale koncentruje się na przygodach innych postaci.
Z serią powiązana jest również niewydawana obecnie pozycja Knuckles the Echidna, której głównym bohaterem była czerwona kolczatka o tym samym imieniu i jego rodzina.
Oprócz tej serii Archie Comics wydawało wcześniej również komiks osadzony w świecie anime Sonic X. 